# San Julián de Bardaos
Bardaos (llamada oficialmente San Xulián de Santalla de Bardaos) es una parroquia española del municipio de Incio, en la provincia de Lugo, Galicia.

## Otras denominaciones
La parroquia también es conocida por los nombres de San Julián de Bardaos y San Xulián de Bardaos.

## Límites
Limita con las parroquias de Bardaos al norte, Viso al este, Goó y Vilasouto al sur, y Castelo al oeste.

## Organización territorial
La parroquia está formada por cinco entidades de población, constando tres de ellas en el nomenclátor del Instituto Nacional de Estadística español:
- Pereira (A Pereira de Abaixo)
- O Porto do Medio
- Riba da Fonte
- Santalla
- Viloira

## Demografía
| Gráfica de evolución demográfica de Bardaos entre 2000 y 2020 |
|                                                               |
| Datos según el nomenclátor publicado por el INE.              |